# Stenopterygii
Stenopterygii é uma superordem da classe Actinopterygii.

## Ordens
- Ordem Ateleopodiformes
- Ordem Stomiiformes